# Vítězná
Vítězná est une commune rurale du district de Trutnov, dans la région de Hradec Králové, en République tchèque. Sa population s'élevait à 1 470 habitants en 2020.

## Géographie
Vítězná se trouve à 7 km au nord de Dvůr Králové nad Labem, à 12 km au sud-ouest de Trutnov, à 32 km au nord de Hradec Králové et à 108 km àl'est-nord-est de Prague.
La commune est limitée par Chotěvice et Pilníkov au nord, par Hajnice et Kocbeře à l'est, par Dvůr Králové nad Labem au sud, par Nemojov au sud-ouest, et par Mostek à l'ouest.

## Histoire
La première mention écrite de la localité date de 1360.